# Lost City Raiders
Lost City Raiders ist ein deutscher Fernsehfilm aus dem Jahr 2008. Bei der ProSieben-Produktion, in der Jean de Segonzac Regie führte, handelt es sich um einen in der Zukunft spielenden Abenteuerfilm.

## Handlung
Aufgrund der globalen Erwärmung ist im Jahr 2048 der Meeresspiegel so weit gestiegen, dass der größte Teil der Welt unter Wasser steht. John Kubiak betreibt mit seinen Söhnen, dem Taucher Jack und dem Koordinator Thomas, ein Bergungsunternehmen. In der Bucht von Los Angeles holt Jack ein altes Buch aus dem Wasser. Das Trio reist daraufhin nach Rom und John geht alleine in den neuen Vatikan, wo er Kardinal Battaglia das Buch präsentiert. Es liefert Hinweise auf ein geheimnisvolles Zepter. Demnach befindet sich die Reliquie in dem Kloster Casa di Santo Stefano, das durch die Flut halb unter Wasser steht. Der Kardinal deutet allerdings an, dass sie einen gefährlichen Konkurrenten bei der Suche haben.
Zusammen mit Jack holt John eine Kiste aus dem versunkenen Kloster, doch als er zurück beim Kardinal ist, stellt er fest, dass die Kiste nur ein Schwert enthält. Wenig später erfährt er von Battaglia, dass das Schwert einem Templer namens Mercadier gehörte, der in Dresden begraben ist. Jacks Exfreundin Giovanna Becker arbeitet nun als Wissenschaftlerin und wird von dem skrupellosen Geschäftsmann Nicholas Filiminov engagiert. Filiminov verspricht, ihre Forschung zu finanzieren, wenn sie für ihn das Zepter findet. Giovanna nimmt das Angebot an.
Beide Gruppen fahren mit ihren Schiffen nach Dresden. John und Jack finden Mercadiers Grab und in einem darunter versteckten Raum eine Schriftrolle. Giovanna überrascht sie und stiehlt das Dokument. John versucht, die Gegner mit einer Schockgranate aufzuhalten, wird dabei aber selbst unter einer Steinplatte begraben. Jack erobert die Schriftrolle zurück und entkommt den Verfolgern. Mit Thomas fährt er wieder in den Vatikan.
Dort erzählt Battaglia ihnen die Geschichte des Zepters. Es handelt sich um das Zepter des Sobek, mit dem die Ägypter den Wasserstand des Nils kontrollierten. Mose erhielt es später von Ramses II. und nutzte es beim Auszug aus Ägypten, um das Rote Meer zu teilen. Battaglia will damit nun die Flut aufhalten. Aus Mercadiers Dokument über den Kreuzzug geht hervor, dass sich das Zepter bei Richard Löwenherz befindet. Allerdings sind die Überreste des Königs an drei Orten verteilt. Jack hält die ganze Geschichte für Unsinn. Doch dann verrät Battaglia ihm, dass er und John einem Orden angehörten, der das Zepter suchte. Auch Jacks und Thomas’ leibliche Eltern starben bei der Suche. Nachdem Thomas und später auch Giovanna auf Jack eingeredet haben, ist er bereit, die Mission fortzuführen.
Die Brüder engagieren Cara, die sie zuvor als Kellnerin in einer Kneipe kennengelernt hatten, als neue Maschinistin für ihr Schiff. Im Vatikan enttarnt Battaglia den Pater Giacopetti als Verräter, doch dieser kann sich mit einem Sprung ins Wasser vorerst retten. Nachdem Cara ein Ersatzteil für das Schiff besorgt hat, fährt die Gruppe zur Abtei Fontevrault, wo sie das Zepter vermutet. Doch ihre Gegner hatten die gleiche Idee und waren schneller. Sie holen Richard Löwenherz’ Sarkophag aufs Schiff und Filiminov findet darin das Zepter. Er will damit die Flut kontrollieren, um das verbleibende trockene Land teuer zu verkaufen. Giovanna versucht, ihn zu stoppen, wird dabei aber von seinem Gehilfen überwältigt und im Sarkophag versenkt.
Währenddessen hat Thomas das Sonar repariert und entdeckt Giovanna als Wärmequelle neben dem tauchenden Jack, der seine Exfreundin rettet. Diese arbeitet nun mit den Brüdern zusammen. Sie begeben sich auf Filiminovs Schiff und gelangen in den Besitz des Zepters. Cara rammt währenddessen Filiminovs Schiff, das mit seinem Besitzer untergeht. Als Giovanna mit Jack und Thomas das Zepter untersucht, erscheint ein Bild von Pangäa und sie erkennt Konvergenzpunkte kosmischer Energie. Damit soll es möglich sein, die Plattentektonik so zu beeinflussen, dass die Flut gesenkt werden kann. Einen der Konvergenzpunkte lokalisiert Giovanna in einer Höhle bei Saint-Étienne.
Jack, Thomas, Giovanna und Cara finden die Höhle und entdecken darin einen Raum mit einem tiefen Loch in der Mitte. Anhand von Zeichnungen an den Wänden erkennt Giovanna, dass eine Explosion herbeigeführt werden muss, um die tektonischen Platten zu verschieben. Genau an einer solchen Theorie arbeitete sie zuletzt als Wissenschaftlerin. Die Gruppe steht auf einem natürlichen Gasspeicher, der zur Sprengung genutzt werden kann. Dazu steckt Giovanna das Zepter in eine Vorrichtung, die einen Mechanismus auslöst. Die Abenteurer wollen die Höhle gerade verlassen, als Jack Giacopetti sieht. Der Pater hatte das Gespräch auf dem Schiff belauscht und war der Gruppe heimlich gefolgt, weil er die Flut bewahren will. In einem harten Kampf stößt Jack Giacopetti in den Abgrund und rettet das Zepter. Es kommt zu einer gigantischen Explosion und das Wasser fließt durch die neu entstandene Schlucht ab.
Die Brüder und die beiden Frauen können sich retten. Als sie den Erfolg bei einem gemeinsamen Essen feiern, erfahren sie von Battaglia, dass der Meeresspiegel nicht überall gesunken ist und sie deshalb noch viele andere Konvergenzpunkte aufsuchen müssen.

## Kritik
Die Kritiker beurteilten den Film eher negativ. Das Lexikon des internationalen Films beschreibt Lost City Raiders als „(k)onfektioniertes (Fernseh-)Science-Fiction-Abenteuer mit Anleihen beim Katastrophen- und Fantasyfilm“ Andre Mielke schreibt in seiner Rezension bei Welt online, mit Verweis auf den Filmtitel: „Das klingt nach einer aquatischen Indiana-Jones-Variante und funktioniert auch in etwa so, nur billiger.“ Der Film sei „uninspiriert inszeniert und seiner Substanz entsprechend gespielt“. Kurt Sagatz vom Tagesspiegel sieht „Bettina Zimmermann auf den Spuren von Lara Croft“ und betrachtet die „Geschichte [als] mindestens ebenso weit hergeholt ist wie bei Angelina Jolie“.

## Produktion
Der Film entstand in Zusammenarbeit von ProSieben mit Tandem Communications für sechs Millionen US-Dollar. Der Film wurde schon 2006 angekündigt, entstand jedoch erst im April 2008. Die Dreharbeiten fanden zum größten Teil in Kapstadt statt.

## Synchronisation
Die deutsche Synchronisation erfolgte bei PPA Film GmbH Pierre Peters-Arnolds in München.
| Rolle              | Darsteller        | Deutsche Sprecher |
| ------------------ | ----------------- | ----------------- |
| John Kubiak        | James Brolin      | Jürgen Kluckert   |
| Jack Kubiak        | Ian Somerhalder   | Ozan Ünal         |
| Thomas Kubiak      | Jamie Thomas King | Johannes Raspe    |
| Nicholas Filiminov | Ben Cross         | Oliver Stritzel   |
| Cara               | Élodie Frenck     | Maria Koschny     |

## Veröffentlichung
Die Weltpremiere des Films fand am 31. Oktober 2008 auf ProSieben statt und erreichte dabei 2,73 Millionen Zuschauer, davon 1,87 Millionen Werberelevante, was einen Marktanteil von 17,4 % bedeutete. In den USA lief der Film am 22. November 2008 bei Syfy. Die DVD erschien in Deutschland am 13. November 2008. In den USA erschien der Film am 26. Januar 2010 auf DVD.